# Diademodontidae
Diademodontidae — вимерла родина гомфодонтів тріасу. Найвідоміший рід Diademodon з Південної Африки. Титаногомфодон з Намібії також може бути членом Diademodontidae. Китайські роди Hazhenia та Ordosiodon також були включені до родини, але нещодавно були визначені як бауріоїдні тероцефалії. Залишки діадемодонтида були виявлені в ранньо-середньотріасовій формації Фрему в Антарктиді, але цей зразок пізніше було віднесено до трираходонтид Impidens.